# ドイツ＝オーストリア共和国

オーストリア＝ハンガリー帝国内でのドイツ語圏(赤)の地域を表す地図

ドイツ＝オーストリア共和国
 Republik Deutsch-Österreich (ドイツ語)

ドイツ＝オーストリア共和国の位置（1919年）

ドイツ＝オーストリア共和国（ドイツ＝オーストリアきょうわこく、ドイツ語: Republik Deutschösterreich）またはドイツ＝オーストリア（ドイツ語: Deutschösterreich） は、第一次世界大戦後に成立した未承認国家である。これは、かつてのオーストリア＝ハンガリー帝国のうち、主にドイツ語を話すドイツ系住民が多数を占める地域に設立された残存国家であり、最終的にドイツとの統一を計画していた。領土は約118,311㎢、人口は約1,040万人だった。
しかし実際には、その権限はツィスライタニエンの中核を成していた ドナウ川沿岸地域および アルプス地方に限定されていた。その主張する領土の多くは、新たに成立したチェコスロバキアによって事実上統治され、国際的にもそのように認められていた。
このような状況下で、ドイツ＝オーストリアの成立の試みは最終的に失敗に終わった。特に、ヴェルサイユ条約によりドイツとの統一が禁止 されたことが大きな要因であり、その結果、1920年に「オーストリア共和国」 が新たな国家として成立した。

## 概要
ドイツ＝オーストリア共和国は、オーストリア革命により、ハプスブルク家の帝政（オーストリア＝ハンガリー帝国）を打倒し成立した。しかし、二大政党を形成した社会民主党（社会民主労働党）とキリスト教社会党の対立・反目により政治が安定しなかった。

## 沿革

### オーストリア革命
第一次世界大戦末期、同盟国として参戦していたオーストリア＝ハンガリー帝国では、皇帝を中心とする総力戦体制が破綻し、ハンガリー人・チェコ人など支配下の諸民族が分離独立の動きを見せるようになった。皇帝カール1世は最後まで帝国の維持に努力したがことごとく失敗し、1918年10月には事実上の退位をよぎなくされた。
同じ時期、バウアーら左派の指導下で、二重帝国の維持を放棄し諸民族の独立を承認する方針に転じた社会民主党は国政の主導権を握り、レンナーを首班とする社会民主党・キリスト教社会党連立の臨時政府は11月12日、共和国の成立を宣言した。この共和国は、かつて支配下においていた諸地域が独立して領土が激減したことから、ドイツ人が居住するオーストリア地域のみで一国を形成することは困難であるとして、同じく敗戦により共和政（ヴァイマル共和政）が発足した隣国ドイツとの合邦（アンシュルス）をめざす構想を持っていたため、国号として「ドイツ＝オーストリア共和国」を称した。
発足初期においては、国政の主導権を握る社会民主党が、労働評議会運動の高まりを背景に、当時としては先進的な社会政策を次々と打ち出し、独自の漸進的社会革命を進めていったが、1919年10月のサン＝ジェルマン講和条約で経済改革の前提とされていたアンシュルスが公式に否定され（これにより国号を「オーストリア共和国」と改称）、また政権与党である保守派のキリスト教社会党との対立が表面化したことから、1920年10月社会民主党は政権から離脱し、オーストリア革命は終焉した。

### 2大政党の相互不信
共和国において二大政党を形成した社会民主党とキリスト教社会党は、連立解消後、しだいに対立を深めていく。社会民主党が都市部とそこに居住する労働者を支持基盤とし、特に首都ウィーンにおいて1919年以来市政を支配し「赤いウィーン」と称されたのに対し、キリスト教社会党はカトリック教会と結びつき、上層階級や地方の地主・農民層を主な支持基盤としていた。